# Фредді Стоуерс
Фредді Стоуерс (англ. Freddie Stowers; нар. 12 січня 1896, Сенді-Спрінгс — пом. 28 вересня 1918, Ардей-е-Монфоксель) — американський військовослужбовець афроамериканець, капрал армії США, кавалер найвищої військової нагороди Сполучених Штатів за доблесть — медалі Пошани. Загинув під час Першої світової війни, коли служив у американському підрозділі 157-ї піхотної дивізії французької армії, яка називалася «Дивізія червоної руки». Понад 70 років потому він посмертно удостоєний медалі Пошани та Пурпурового серця за свої героїчні дії в ході Мез-Аргоннської операції за Західному фронті.

## Біографія
Фредді Стоуерс народився 12 січня 1896 року в Сенді-Спрінгс у штаті Південна Кароліна, внук поневоленого. До війни працював батраком.
Стоуерс був призваний в армію в 1917 році і призначений до роти «С», 1-го батальйону окремого 371-го піхотного полку США, який спочатку був частиною 93-ї піхотної дивізії (кольорової).
Хоча Сполучені Штати створили постійні афро-американські військові підрозділи ще в 1866 році, вони не включалися до складу Американських експедиційних сил. У мирний час ці підрозділи виконували роль прикордонної поліції та кавалерійських експертів, іноді поступово перетворювалися на трудові обов'язки, що було звичайною практикою для багатьох чорношкірих формувань під час світових війн, незважаючи на протести деяких офіцерів та організацій, таких як NAACP. Деякі з цих «Солдат-Бізонів», як їх прозвали, дійсно брали участь у прикордонній сутичці з мексиканськими військами в супроводі німецьких військових радників біля Ногалеса.
Навпаки, Стоуерс був зарахований до складу нової дивізії, яка наприкінці війни мала навіть командирами офіцерів-афроамериканців, і брав участь у тривалих боях. Через расизм того часу його полк не перебував під американським командуванням: хоча дивізія прибула до Франції як частина Американських експедиційних сил, полк Стоуерса, як і інші в дивізії, був відряджений до 157-ї французької «Дивізії Червоної Руки», яка дуже потребувала підкріплення, під командуванням генерала Маріано Гойбета.
Рано вранці 28 вересня 1918 року роті Стоуерса було наказано штурмувати висоту 188, високий, міцно захищений пагорб, що височів над фермою поблизу Ардей-е-Монфоселя, у регіоні Арденни у Франції. Спочатку німецькі захисники чинили жорсткий опір, обстрілюючи американців з мінометів, з кулеметів і ведучи постійний вогонь з рушниць. Однак просування не було зупинено: американці неухильно опановували їх позиції, поки німці не зголосилися здатися. Це виявилося хитрістю, і коли рота «С» наблизилася до німецьких окопів, кулемети знову відкрили вогонь з флангів. За лічені хвилини чисельність роти скоротилася вдвічі. Лейтенант, який командував взводом Стоуерса, впав під ворожим вогнем, а за ним старші сержанти. Капрал Стоуерс, навчений керувати відділенням стрілецького загону, тепер командував розбитим і деморалізованим взводом.
Стоуерс почав повзти до німецького кулеметного гнізда і крикнув своїм людям слідувати за ним. Взвод успішно прорвався до першої лінії німецьких окопів і вогнем впритул знищив кулеметні гнізда. Потім Стоуерс реорганізував свій підрозділ і повів його в атаку проти другої німецької лінії окопів. Під час цього штурму Стоуерс був уражений вогнем з ворожого кулемета, але продовжував йти, поки не отримав другого поранення. Він знепритомнів від втрати крові, але наказав своїм людям не падати духом і продовжувати йти, виводячи з ладу німецькі гармати. Натхненні мужністю Стоуерса, американські солдати рушили вперед і успішно витіснили німців з пагорба на рівнину внизу. Тим часом Стоуерс помер від ран на висоті 188. Він похований разом із 133 своїми товаришами на Мез-Аргоннському американському меморіальному цвинтарі східніше села Романь-су-Монфокон.
У 1990 році за ініціативою Конгресу Міністерство армії провело перевірку, і рекомендація щодо нагородження капрала Стоуерса медаллю Пошани була розглянута. Згодом до Франції була направлена група для розслідування обставин смерті Стоуерса. На основі інформації, зібраної цією командою, рада армійських нагород затвердила пропозицію щодо нагородження Фредді Стоуерса медаллю Пошани. 24 квітня 1991 року — через сімдесят три роки після того, як він загинув у бою, сестри Стоуерса, Джорджина та Мері, які вижили, отримали медаль від президента Джорджа Буша-старшого в Білому домі.